# Pop up (handel)

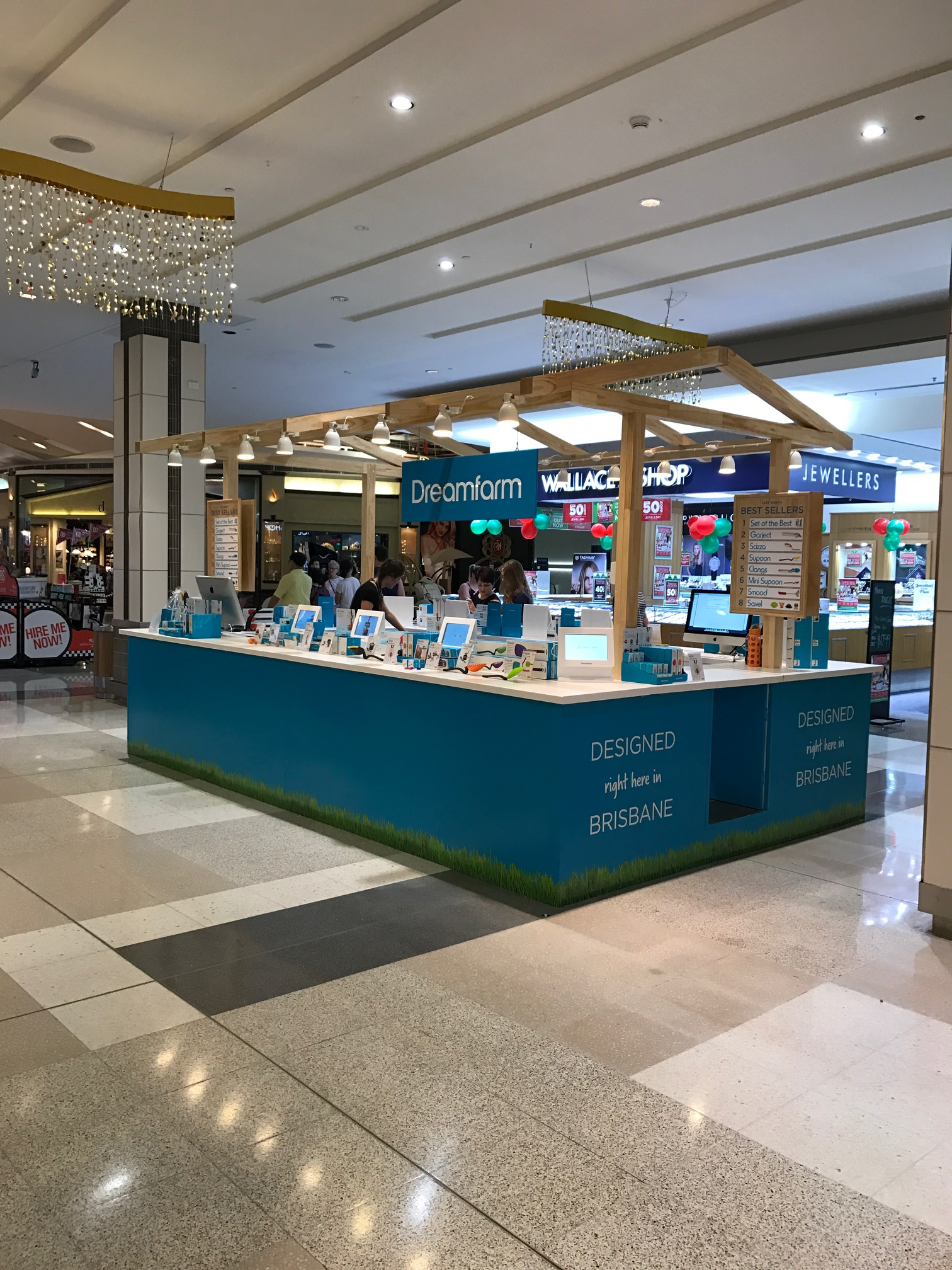
Pop up butik.

En pop up är en butik som öppnas under en kortare period, mellan en dag och några månader. Konceptet kommer ursprungligen från USA där halloween-butikerna ville öka sin närvaro för ökad försäljning av befintligt lager av kraftigt säsongsorienterade produkter inför högtiden.
Vissa företag använder sig av popupbutiker för att öka försäljning genom att vara som mest tillgängliga just när deras kund vill köpa deras produkt. Någon som vill sälja cyklar kan till exempel öppna flera popups under våren då det är då kunderna är som mest intresserade av deras produkt och de kan konkurrera med övriga märken och sportbutiker. Det kan också vara online butiker som tillfälligt har en fysisk pop up-butik. 
Andra öppnar popups utan att ha försäljning på plats som mål. Man använder butiken för att öka varumärkesexponeringen i förhoppningen att synlighet på den fysiska marknaden ökar trafik både till fysiska butiker och till internetverksamhet. Det kan exempelvis vara för att marknadsföra en tv-serie på en streamingplattform.